# Vigilienturm
Der Vigilienturm ist ein tempelartiges Weinberghaus auf einem Hügel, nördlich des Stadtzentrums von Bad Dürkheim. Er zählt wegen seiner auffälligen Architektur und der exponierten Lage zu den Wahrzeichen der Stadt. 

## Baubestand

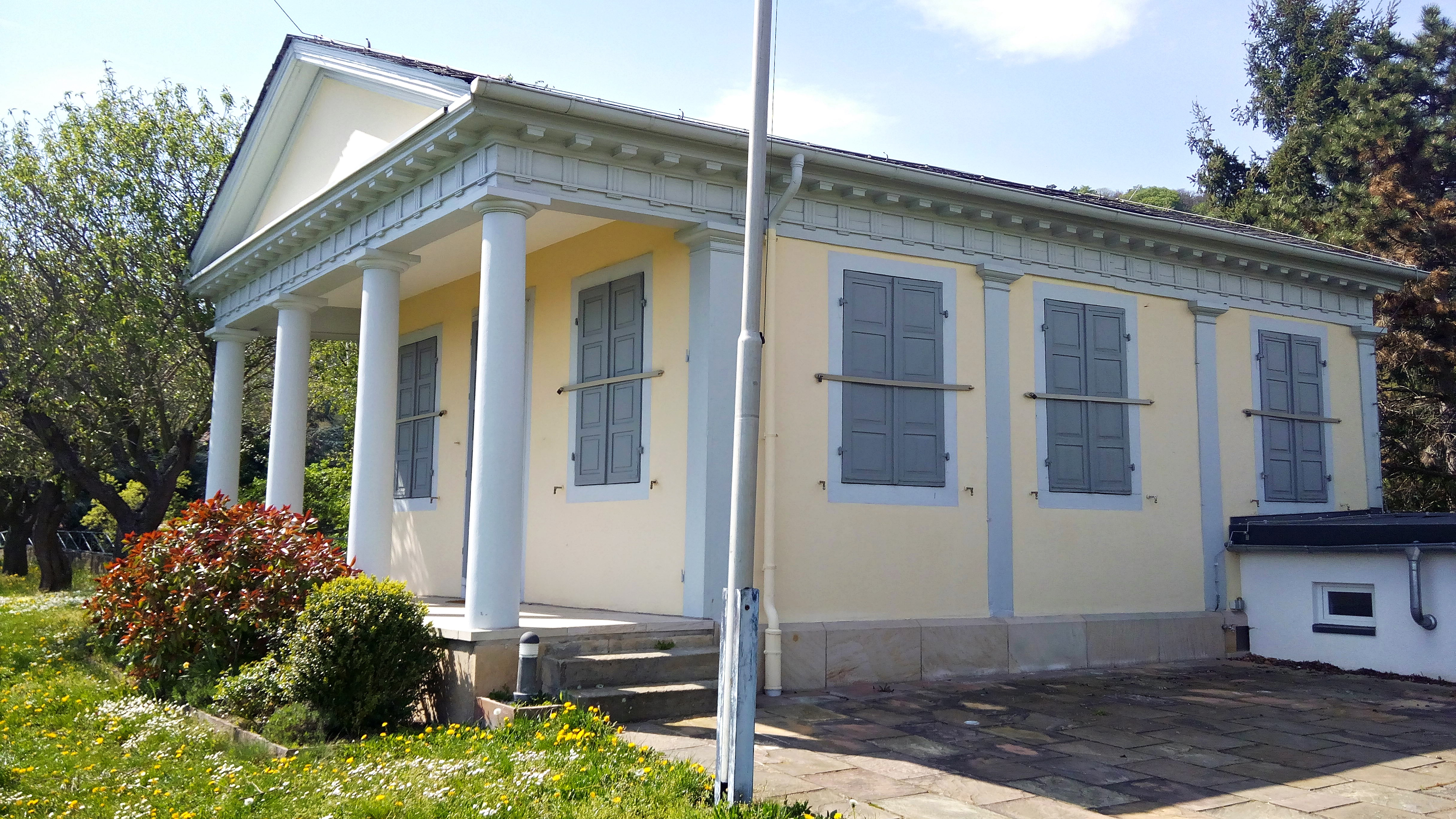
Ansicht von der Ostseite

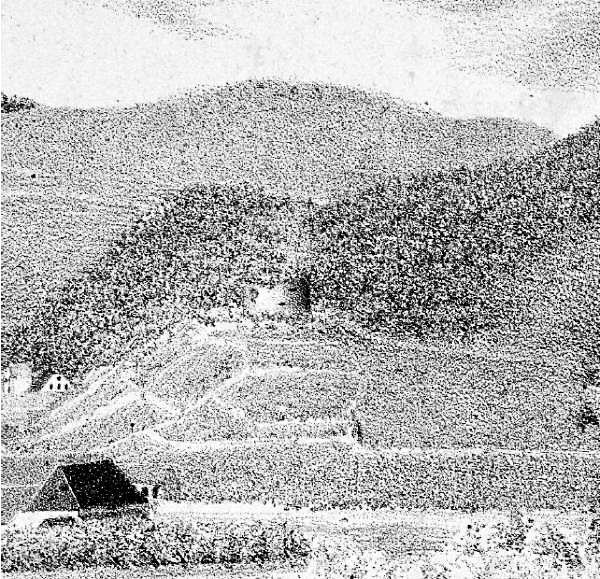
Ruine des alten Turmes, 1787

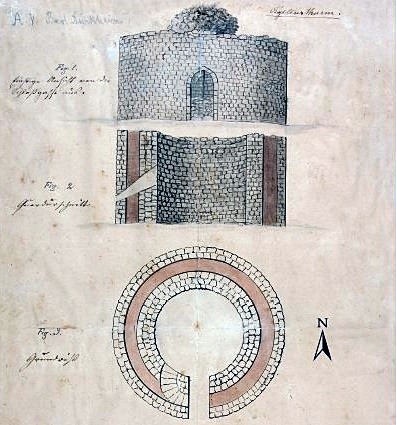
Zeichnungen der alten Turmruine 1837, vor dem Abriss

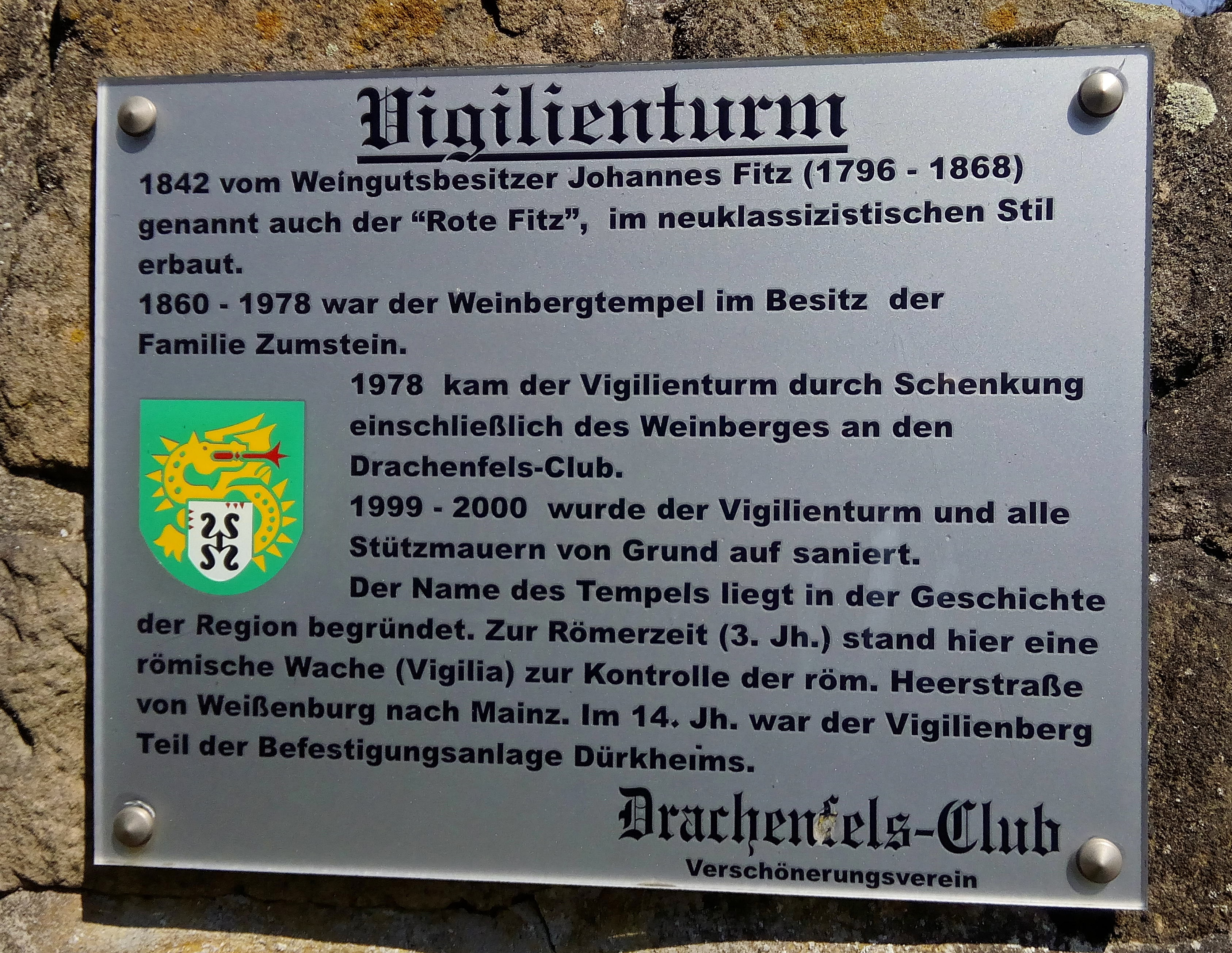
Informationstafel am Vigilienturm

Es handelt sich um einen rechteckigen, eingeschossigen Putzbau im klassizistischen „Weinbrennerstil“, mit einem auf vier Säulen ruhenden Portikus und einem Dreiecksgiebel zur Frontseite (Stadtseite) hin. Trotz seines Villencharakters wird er offiziell als „Vigilienturm“ bezeichnet, da er auf den Fundamenten eines früher so bezeichneten Wehr- und Wachturmes steht. Das Gebäude zählt zur Sonnwendstraße.  

## Geschichte
An der Stelle des heutigen Weinbergtempels ließen die Grafen von Leiningen durch ihren Baumeister Per Senffer zwischen 1460 und 1464 einen runden Wehr- und Wachturm errichten. Der Standort war eine die Stadt beherrschende und daher strategisch bedeutsame Bergkuppe auf dem früher außerhalb gelegenen Hagelsberg, der nun Vigilienberg heißt, inzwischen bebaut ist und heute zum Stadtgebiet gehört. 
1471, bei der Belagerung Dürkheims durch Kurfürst Friedrich I., spielte der damals hochmoderne Artillerietum eine wichtige Rolle. In Michael Beheims Reimchronik wird er ausführlich beschrieben. Dort heißt es, er habe viele Schießscharten gehabt und sei mit Terrabüchsen sowie mit Feldschlangen bestückt gewesen. Ebenso wie Burg und Stadt ließ der Pfälzer Kurfürst den Vigilienturm acht Tage lang belagern bzw. unter Leitung seines Geschützmeisters Martin Merz heftig mit schweren Steinkugeln beschießen. Am 18. August 1471 eroberten Friedrichs Truppen, nach mehrstündigem, verlustreichem Ringen, sowohl Dürkheim als auch den vorgelagerten Turm. Letzterer wurde auf Anordnung des Siegers niedergebrannt, entfestigt und aufgelassen, überdies verfüllte man seine schützenden Gräben. Seiher scheint er nicht mehr aufgebaut worden zu sein und blieb Ruine. Im 17. und 18. Jahrhundert kommt der Vigilienturm nur noch in Flurnamen vor. Im Urkatasterplan von 1831 sind seine runden Umrisse eingezeichnet. 
1835 war das Turmareal im Besitz des Otterberger Pfarrers Georg Knobloch, der es 1837 an den Dürkheimer Winzer Johannes Fitz verkaufte. Dieser ließ das teilweise mit Schutt aufgefüllte Untergeschoss des Vigilienturms 1838 abbrechen. Auf seinen Fundamenten errichtete er 1842 den heute noch existierenden Weinbergstempel im klassizistischen Stil. Er nutzte ihn zu Repräsentationszwecken. 1860 erwarb der Weingutsbesitzer Johann Georg Zumstein das Anwesen. Hans Phillipp Zumstein, einer seiner Nachkommen, übergab es 1978  dem örtlichen Drachenfels-Club, welcher es renovieren ließ und als Kulturdenkmal pflegt. 
Während der Pfälzer Burgenforscher Jürgen Keddigkeit den Heiligen Vigilius von Trient als Namensgeber des Turmes ansieht, vertreten mehrere Heimatgeschichtler die Annahme, die Bezeichnung leite sich vom lateinischen Wort  „Vigil“ (= Nachtwache) ab. Seit dem 19. Jahrhundert herrscht die Auffassung, der Name sei sogar noch ein überkommenes Relikt aus der Römerzeit, da hier eine Römerstraße vorbei lief und der strategisch wichtige Platz durchaus bereits damals als Wachstation gedient haben könnte. Die vom Drachenfels-Club dort angebrachte Informationstafel greift diese These ebenfalls auf. Gesicherte Befunde, die eine Existenz des Vigilienturms vor der Mitte des 15. Jahrhunderts belegen, gibt es jedoch nicht. 
In und nach dem Zweiten Weltkrieg diente das Gebäude zeitweise als Notunterkunft für ausgebombte Bürger aus Ludwigshafen.